# Rhanteriopsis
Rhanteriopsis es un género de plantas fanerógamas perteneciente a la familia de las asteráceas. Comprende 4 especies descritas y de estas, solo 2 aceptadas.

## Taxonomía
El género fue descrito por Stephan Rauschert y publicado en Taxon 31(3): 557. 1982. La especie tipo es Rhanteriopsis lanuginosa (DC.) Rauschert	

## Especies aceptadas
A continuación se brinda un listado de las especies del género Rhanteriopsis aceptadas hasta julio de 2012, ordenadas alfabéticamente. Para cada una se indica el nombre binomial seguido del autor, abreviado según las convenciones y usos.
- Rhanteriopsis lanuginosa (DC.) Rauschert
- Rhanteriopsis microcephala (Boiss.) Rauschert